# Ian McMillan (football)
John Livingstone McMillan dit Ian McMillan, né le 18 mars 1931 à Airdrie (Écosse) et mort le 16 février 2024, est un footballeur international attaquant, puis entraîneur écossais. Il fait partie du Rangers FC Hall of Fame.

## Biographie
En tant qu'attaquant, Ian McMillan est international écossais à six reprises (1952-1961) pour deux buts inscrits. Il fait partie des joueurs sélectionnés pour la coupe du monde de football 1954, la première participation de l'Écosse qui est éliminée au premier tour, mais il ne joue aucun match.
Il joue dans deux clubs écossais (Aidrieonians et Glasgow Rangers), remportant avec le premier une D2 en 1955, et avec le second, toutes les compétitions nationales et est finaliste de la C2 en 1961.
Il devient l'entraîneur de son club formateur de 1970 à 1976, remportant une D2 et est finaliste de la coupe d'Écosse.

## Palmarès

### En tant que joueur
- Championnat d'Écosse de football D2
  - Champion en 1955
  - Vice-champion en 1950 et en 1966
- Championnat d'Écosse de football
  - Champion en 1959, en 1961, en 1963 et en 1964
  - Vice-champion en 1962
- Coupe de la ligue écossaise de football
  - Vainqueur en 1961, en 1962 et en 1964
- Coupe d'Écosse de football
  - Vainqueur en 1960, en 1962, en 1963 et en 1964
- Coupe d'Europe des vainqueurs de coupe de football
  - Finaliste en 1961

### En tant qu'entraîneur
- Championnat d'Écosse de football D2
  - Champion en 1974
- Coupe d'Écosse de football
  - Finaliste en 1975